# Agrotis santoruana
Agrotis santoruana är en fjärilsart som beskrevs av Hartig 1939. Agrotis santoruana ingår i släktet Agrotis och familjen nattflyn. Inga underarter finns listade i Catalogue of Life.